# Siegfried Schubert-Weber
Siegfried Schubert-Weber (* 15. November 1933 in Berlin) ist ein deutscher Pianist.

## Leben

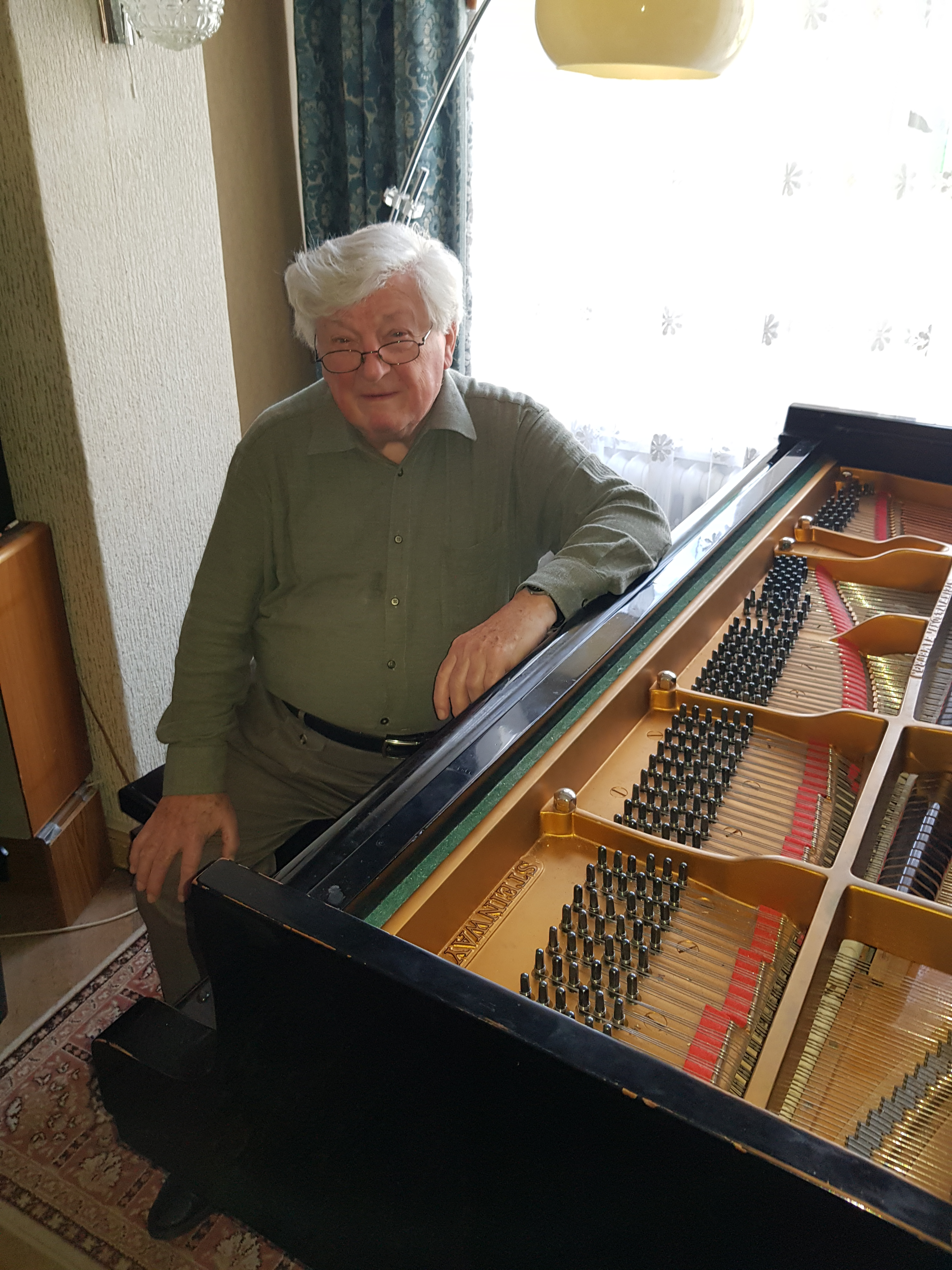
Siegfried Schubert-Weber an seinem Flügel, November 2022

Siegfried Schubert-Weber erhielt seinen ersten Klavierunterricht im Alter von sechs Jahren von seiner Mutter Helene Schubert-Weber, einer Konzertsängerin und Pianistin (Schülerin von Emil von Sauer). Der Vater Erhard Weber war Amtsrat beim Zoll. Wegen der Bombenangriffe auf Berlin zog das Kind 1943 zu seiner Großmutter nach Görlitz. Zu Kriegsende, im November 1944 wurden er und seine Mutter nach Winterberg (Vimperk) im Böhmerwald evakuiert von wo sie Ende 1945 nach Berlin zurückkehrten. Es folgten erneuter Klavierunterricht bei der Mutter, Hauskonzerte, auch bei Angehörigen der amerikanischen Streitkräfte in Berlin und der Roten Armee in Rheinsberg. Im November 1947 gab es die erste Rundfunkaufnahme im Funkhaus an der Masurenallee in Berlin, 1948 dann regelmäßige Rundfunkaufnahmen beim RIAS Berlin. 1949 übernahm Richard Rössler den Klavierunterricht zur Vorbereitung auf die Aufnahmeprüfung an der Berliner Hochschule für Musik (heute Universität der Künste Berlin). Ab 1950 studierte Schubert-Weber dort Klavier und Komposition als jüngster Student der Hochschule. Seine dortigen Lehrer waren Richard Rössler und Gerhard Puchelt (Klavier) sowie Joachim Günther (Tonsatz). Ein Schwerpunkt war das Ensemble-Spiel. An der Hochschule wurde auch sein großes Interesse an der Tontechnik geweckt. 1953 und 1955 gewann Siegfried Schubert-Weber bei den Internationalen Musikwochen auf Schloss Weikersheim den ersten Preis für Klavier. Es folgte eine Zeit, in der er sich einen Namen als Solist, Kammermusiker und Liedbegleiter auf internationalen Podien machte. Er trat auf in der Berliner Philharmonie, bei den Berliner Festwochen, in Genf, Paris und in Casablanca, mehrfach auf dem Kreuzfahrtschiff MS Europa und bei vielen deutschen Rundfunkanstalten, sowie bei Rundfunkanstalten in der Schweiz und Frankreich.
1969 heiratete er Ingrid Wagner, eine Chorsängerin.
Von 1969 bis 1972 unterrichtete er an der Landeskirchen-Musikschule in Düsseldorf und am dortigen Robert Schumann Konservatorium (heute Robert Schumann Hochschule Düsseldorf). Seit 1973 unterrichtete er wieder in Berlin an den Musikschulen Steglitz und Zehlendorf sowie von 1975 bis 2000 an der Pädagogischen Hochschule Berlin, deren Fachbereich Musik 1980 in die Hochschule der Künste eingegliedert wurde (heute Universität der Künste Berlin).
Mit Günter Lösch, dem Solocellisten der Deutschen Oper Berlin trat er im Duo in vielen Städten auf, 1966 kam der Soloklarinettist Ernst Kindermann der Deutschen Oper dazu. Ab 1973 traten sie als Schubert-Weber-Trio auf.
Eine große Leidenschaft von Schubert-Weber ist das Vierhändespiel (u. a. mit Gerhard Meyer, Hans-Dieter Bauer und Rüdiger Trantow). Seit 1972 trat er mit Gerhard Meyer als Klavierduo auf. Sie spielten auch Raritäten klassischer und romantischer Musik, Plattenaufnahmen z. Teil mit Welt-Ersteinspielungen. Noch 2019 spielten die beiden auf Konzerten in der Schwartzschen Villa und dem Schloss Britz in Berlin, sowie im Schloss Leubnitz im sächsischen Vogtland und im Komturhof in Plauen.

## Komponist
Siegfried Schubert-Weber hat einige Werke mit Unterhaltungsmusik komponiert. Sie wurden vom Musikverlag Ries & Erler veröffentlicht.

## Tonstudio
Schubert-Weber hat sich ein privates Tonstudio eingerichtet. Es entstanden analoge und digitale Aufnahmen, die auf Vinyl und CD veröffentlicht wurden.

## Diskographie
CD
- Gerhard Meyer und Siegfried Schubert-Weber (1992): Vierhändige Klaviermusik der Russischen Romantik. Rimsky-Korsakov, Mussorgsky, Balakirev, Tchaikovsky, Bortkiewicz - (CD) FCD 91 007
- Gerhard Meyer und Siegfried Schubert-Weber (1993): Raritäten für zwei Pianisten. Clementi / Puchtler / Rachmaninoff / Grieg / Kirchner - (CD) FCD 91015
- Siegfried Schubert-Weber, Günter Lösch (1995): Jan Bochański, Chopin-Variationen Vol. II und andere Werke (CD) FSM (2) FCD 97242
- Gerhard Meyer und Siegfried Schubert-Weber (1995): Friedrich Kiel, Klaviermusik der Spätromantik (CD) Marus Schallplatten LC 9822

LP
- Gerhard Meyer und Siegfried Schubert-Weber (1974) - Francis Poulenc - Werke für zwei Klaviere. (LP) Kaskade KAS30069
- Gerhard Meyer und Siegfried Schubert-Weber (1976) - Clementi / Grieg / Kirchner (LP) FSM 53 010
- Gerhard Meyer und Siegfried Schubert-Weber (1977) - Raritäten Für Zwei Pianisten II, Rachmaninoff, Puchtler, Kirchner - (LP) FSM 53 206 EB
- Gerhard Meyer und Siegfried Schubert-Weber (1977) - Vierhändige Klaviermusik der russischen Romantik (LP) FSM 53208
- Hans-Dieter Bauer und Siegfried Schubert-Weber (1983)- Klaviermusik zu vier Händen (1983). Edvard Grieg – LP RBM Records RBM 3072
- Siegfried Schubert-Weber und Günter Lösch (1988) - Jan Bochański, Chopin-Variationen Vol. II und andere Werke FSM
- Dieter Cichewiecz, Christa-Sylvia Gröschke, Martin-Ulrich Senn und Siegfried Schubert-Weber (19??) - Konzert für Klavier und Orchester/ Nuancen Für Kammerensemble/ Gesänge des Abschieds - Musik der Gegenwart Berlin (LP) Dietrich Erdmann, Lothar Broddack, Symphonisches Orchester Berlin, Thomas Ungar, Ndr „Das Neue Werk“ - Hamburg, Mars (8) 30780